# Gaál Miklós (tanár)
Gaál Miklós (Zsitvagyarmat, 1815. augusztus 27. – Zsitvagyarmat, 1891. november 25.) piarista rendi tanár.

## Élete
Szülei jómódú birtokosok voltak, tanulmányait 1832-ban fejezte be Nyitrán, ezután szeptember 25-én a piarista rendbe lépett. A két próbaévet 1835-ig letöltötte, majd tanulmányainak folytatása végett Vácra ment; itt a bölcseletet és Nyitrán a teológiát hallgatta és 1841-ben Szentgyörgyön befejezte, 1841. augusztus 5-én áldozópappá szentelték, ezután két évig tanárkodott Kisszebenben, ahonnan hallása meggyengülése miatt Vácra helyeztetett át, ahol 1843 és 1846 közt az építészettanra és a rajzra tanította a rend bölcseleti tanulóit. Nagy Lipótnak, a siketnémák vallástanárának buzdítására megtanulta a jelekkel való néma beszédet és tanította a némákat mint kisegítő, 1849-től mint az állam által kinevezett rendes hittanár. Húsz év múlva nyugdíjazták, és visszavonult Zsitvagyarmatra.

## Művei
- Keresztény katholika hittanítás siketnémák oktatására. Dafner Ferencz után németből ford. Buda, 1861
- Isten szivszerinti dicsérete és imádása a kisdedek által. Németből ford. s énekekkel bővítette. Buda, 1867